# Muzyka z talerzyka
Muzyka z talerzyka – album zespołu Raz, Dwa, Trzy wydany w 2000 nakładem wytwórni Pomaton EMI.

## Lista utworów
1. „Talerzyk 2000” – 03:47
2. „Nikt nikogo (i tak warto żyć)” – 04:15
3. „Czarna Inez” – 03:13
4. „Tak, bo między nami” – 04:47
5. „Z rozmów” – 04:14
6. „Małe gnojki - nie pal” – 01:54
7. „Czekam i wiem (jeśli coś się dzieje...)” – 02:53
8. „Uśmiechniętej ludzkości” – 02:29
9. „Pod niebem” – 05:35
10. „W wielkim mieście” – 05:09
11. „Nie tylko dla Ciebie” – 04:11
12. „Wchodzi” – 02:50
13. „Śpiewa Wiesław” – 03:09
14. „Sufit” – 04:11
15. „Tyle będzie” – 03:58
16. „Sopot 5 rano” – 03:21
17. „Talerzyk 1992” – 03:24

## Twórcy
- Mirosław Kowalik – kontrabas, śpiew
- Adam Nowak – gitara akustyczna, gitara klasyczna, śpiew
- Jacek Olejarz – perkusja
- Grzegorz Szwałek – akordeon, klarnet, pianino
- Jarosław Treliński – gitara akustyczna, gitara klasyczna, gitara

### Gościnnie
- Antoni Gralak – trąbka
- Mateusz Pospieszalski – saksofon
- José Torres – instrumenty perkusyjne
- Wojciech Waglewski – gitara